# Fachhochschule der Wirtschaft
Die Fachhochschule der Wirtschaft (FHDW) ist eine in den 1990er Jahren aufgebaute, staatlich anerkannte private Fachhochschule in Nordrhein-Westfalen mit Hauptsitz in Paderborn und weiteren Campus in Bergisch Gladbach, Bielefeld und Mettmann sowie in Marburg (Hessen). Der gleiche Schulträger betreibt auch die Fachhochschule für die Wirtschaft in Niedersachsen mit Hauptsitz in Hannover.

## Geschichte

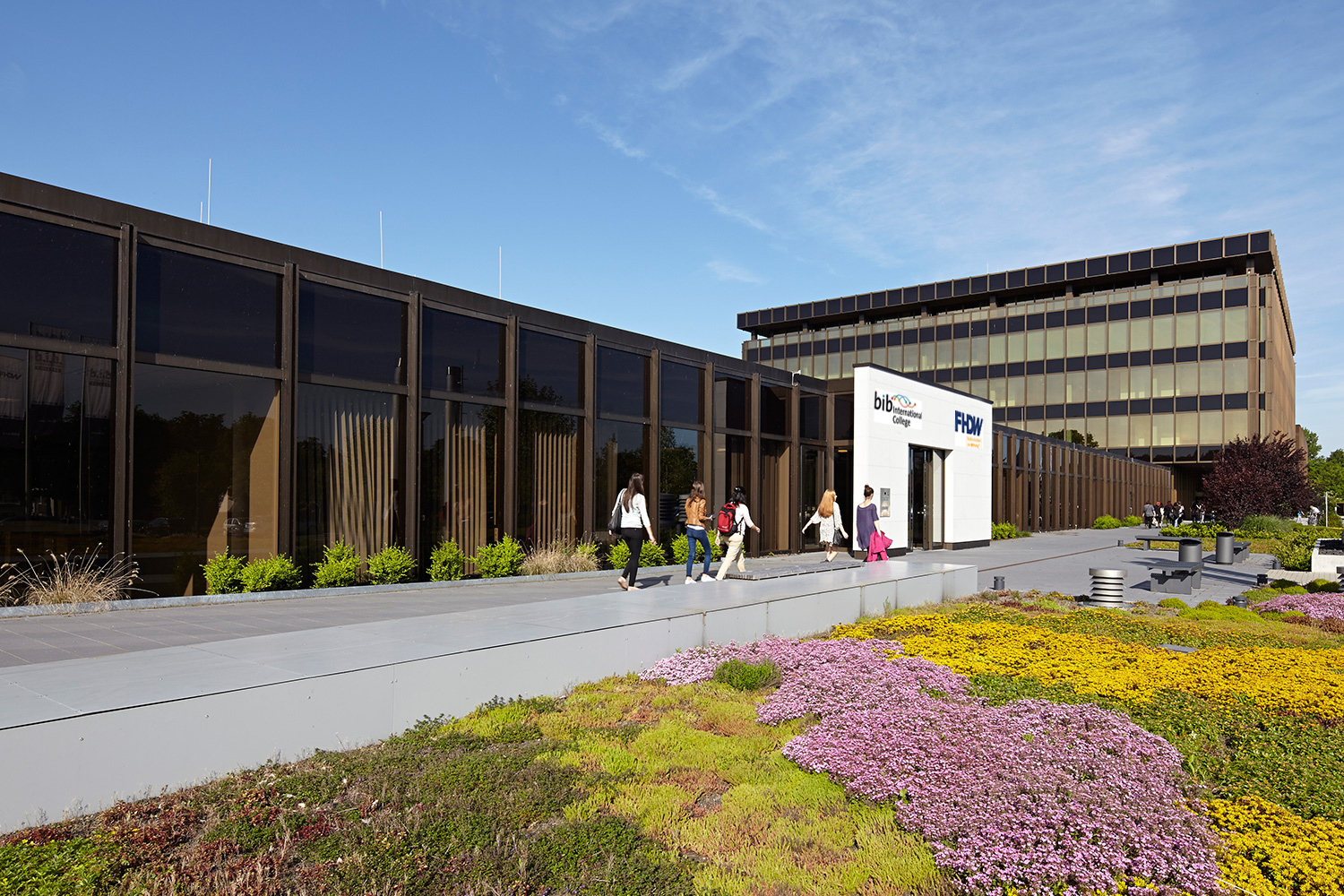
FHDW in Paderborn

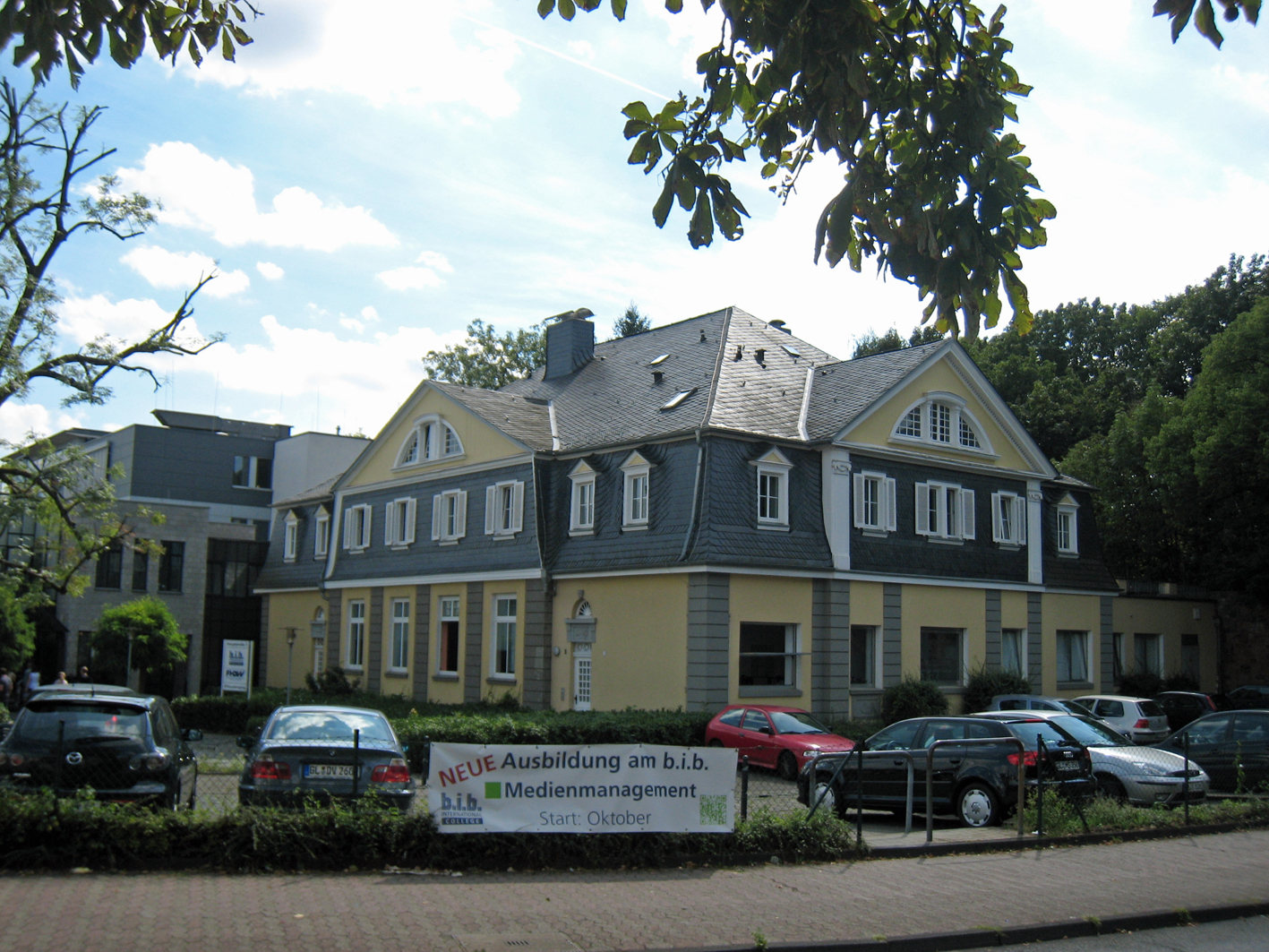
Der alte Bahnhof Gronau ist Standort der Niederlassung Bergisch Gladbach

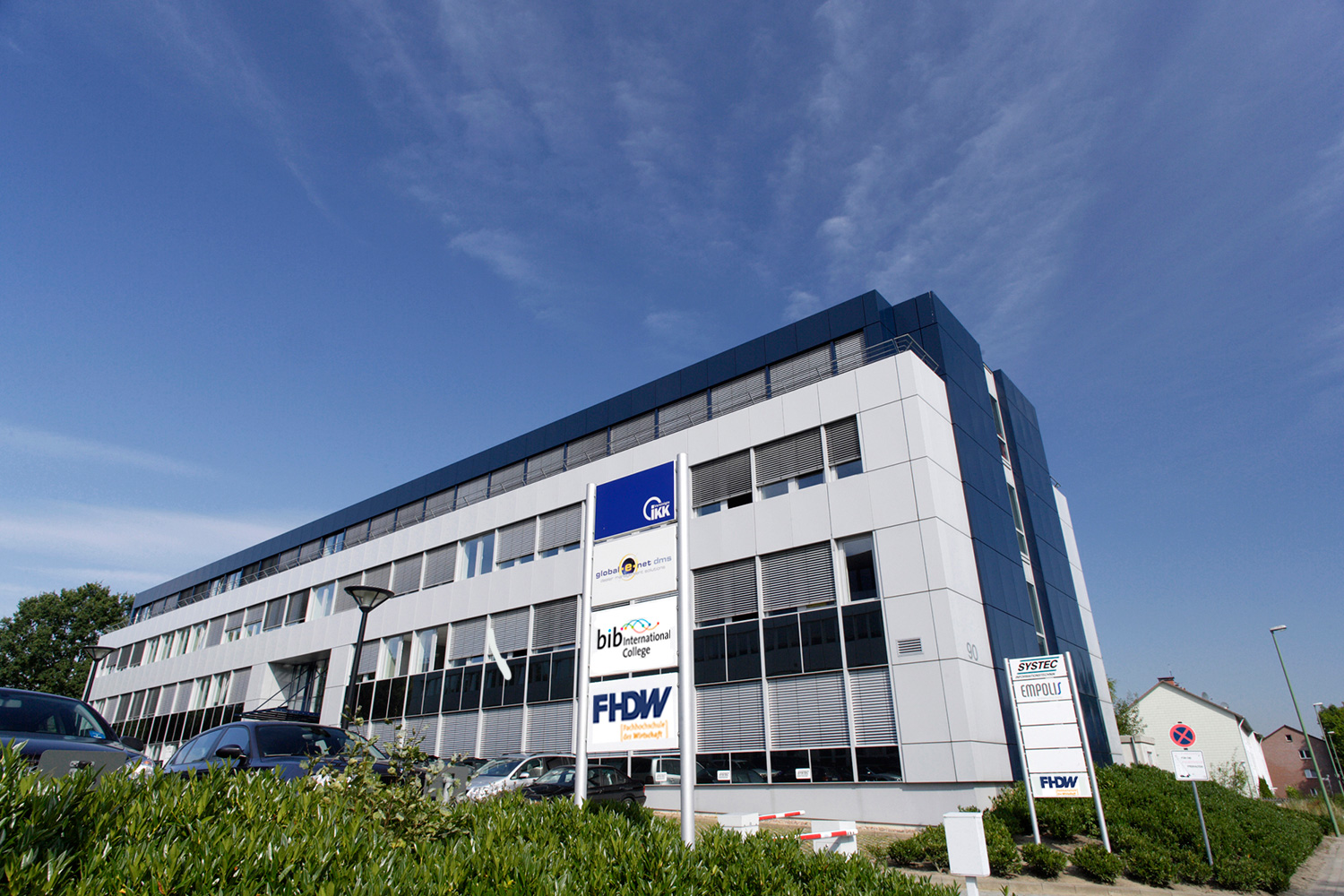
FHDW in Bielefeld

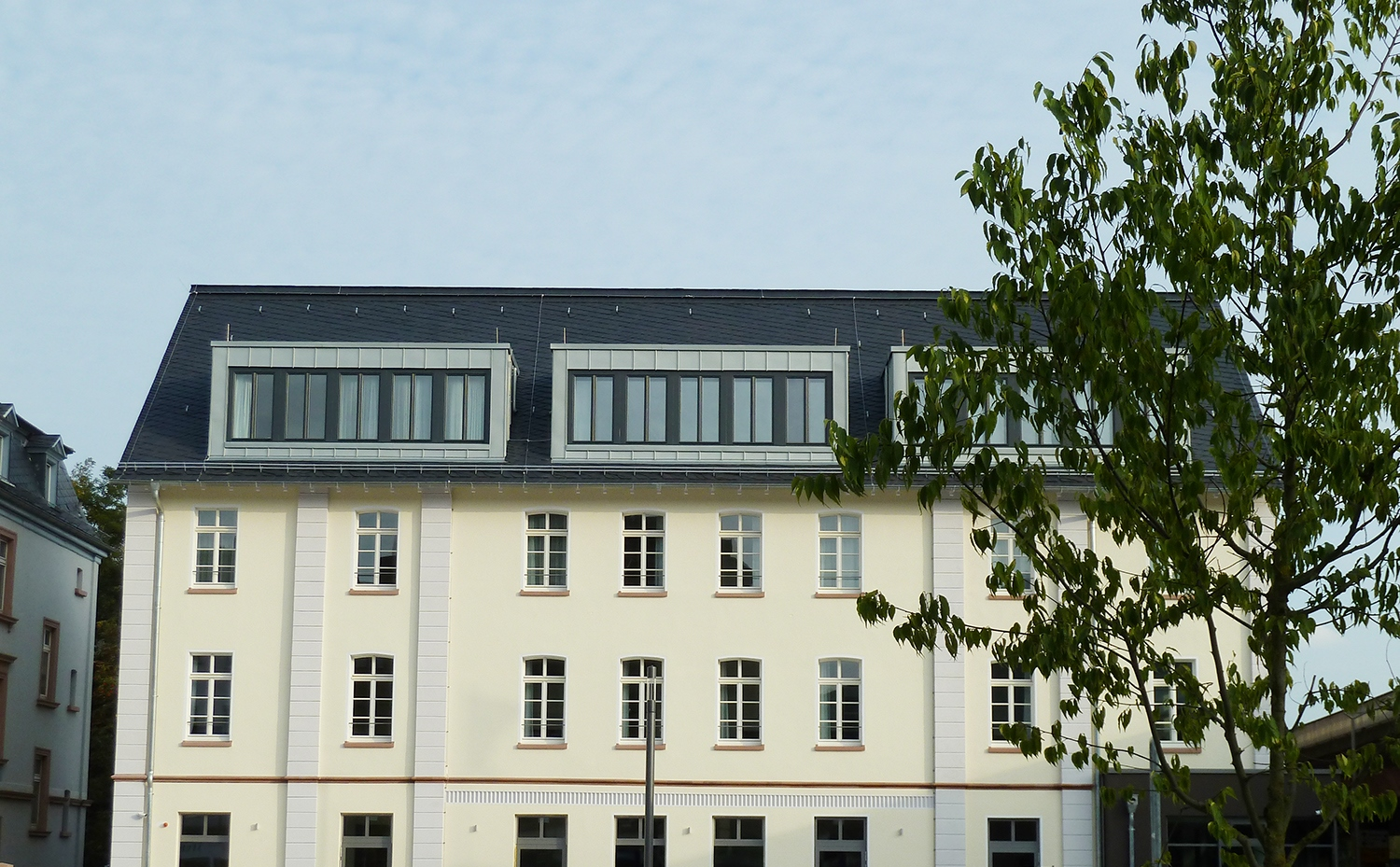
FHDW in Marburg

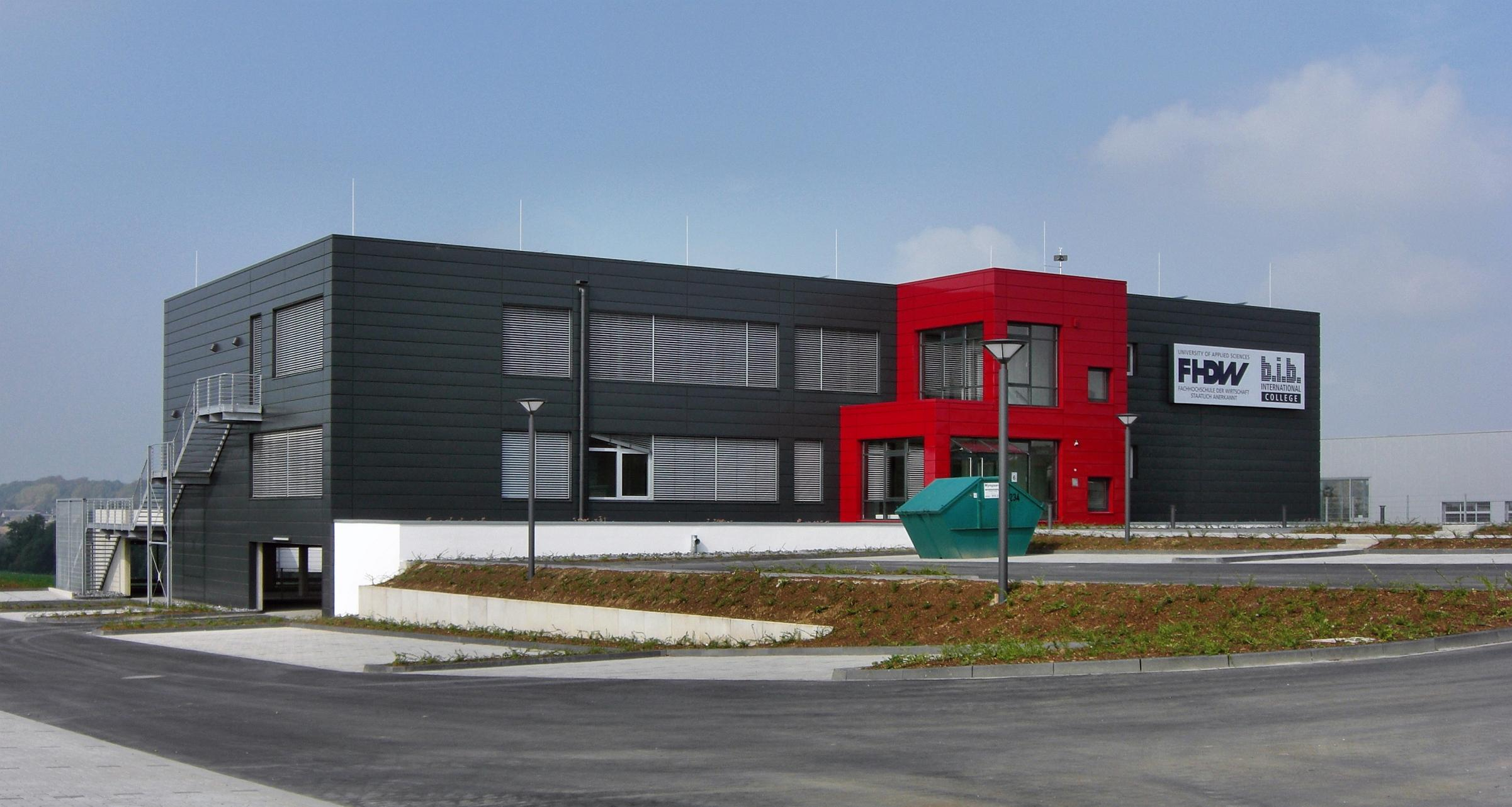
FHDW in Mettmann

Die Fachhochschule nahm in Paderborn 1993 ihre Arbeit auf. 1996 wurde ein zusätzlicher Standort in Bergisch Gladbach eröffnet. 2001 nahm der Standort in Bielefeld seinen Betrieb auf. 2005 startete der Studienbetrieb in Dresden, der allerdings zum Oktober 2011 eingestellt wurde. Am 28. September 2009 wurde mit der ersten Vorlesung in Mettmann der neueste Standort eröffnet.
Trägergesellschaft der Hochschule ist die Fachhochschule der Wirtschaft Nordrhein-Westfalen gGmbH, deren Alleingesellschafter der Paderborner Verein Bildungszentrum für informationsverarbeitende Berufe ist, der auch die FHDW Hannover betreibt. Das gemeinnützige Zentrum wurde 1972 von Heinz Nixdorf gegründet und entwickelt seitdem Berufsausbildungskonzepte in Zusammenarbeit mit Unternehmen.

## Studium
Die FHDW bietet duale und berufsbegleitende Bachelor- und Master-Studiengänge auf den Gebieten der Betriebswirtschaft und angewandten Informatik an.

### Duales Studium
Das duale Bachelor-Studium an der FHDW ist durch einen quartalsweisen Wechsel zwischen Hochschule und Partnerunternehmen gekennzeichnet. Der regelmäßige Wechsel von Hochschul- und Praxisphasen soll die zeitnahe Anwendung des Erlernten in der betrieblichen Praxis ermöglichen.

### Berufsbegleitendes Studium
Die Organisation der Lehrveranstaltungen der berufsbegleitenden Bachelor- und Master-Studiengänge ist auf die Bedürfnisse Vollzeit-Berufstätiger ausgelegt. Die Abschlüsse sind in Betriebswirtschaft, Wirtschaftsinformatik sowie Angewandter Informatik.

### Studiengänge
An der Fachhochschule können folgende Studiengänge absolviert werden:

#### Bachelor
- Betriebswirtschaft (B.A.)
- Wirtschaftsinformatik (B.Sc.)
- Angewandte Informatik (B.Sc.)

Im Studiengang Betriebswirtschaft können die Bewerber zwischen folgenden Spezialisierungen wählen:
- Automotive Industry and Sales Management
- Automotive and Mobility Management
- Banking and Finance
- Business Development Management
- Business Management
- Digital Business
- Familienunternehmen und Mittelstand
- Finanzvertrieb
- Handelsmanagement
- International Business
- Logistikmanagement
- Online Marketing und E-Commerce
- Steuerrecht
- Tourismus- und Eventmanagement
- Tourismus- und Hotelmanagement
- Vertriebsmanagement
- Wirtschaftspsychologie

Der Studiengang Wirtschaftsinformatik bietet folgende Spezialisierungen:
- Business Process Management
- Cybersecurity
- Data Science
- IT-Consulting
- Mobile Computing
- Software Engineering

#### Master
- Betriebswirtschaft – Automotive Management (M.A.)
- Betriebswirtschaft – Business Management (M.A.)
- Betriebswirtschaft – Controlling (M.A.)
- Betriebswirtschaft – Digital Management (M.A.)
- Betriebswirtschaft – Einkauf und Logistikmanagement (M.A.)
- Betriebswirtschaft – Human Resource Management (M.A.)
- Betriebswirtschaft – Marketing und Vertrieb (M.A.)
- Wirtschaftsinformatik – Data Science (M.Sc.)
- Wirtschaftsinformatik – IT-Management (M.Sc.)

#### Promotion
Seit Januar 2020 bietet die FHDW in Zusammenarbeit mit der Edinburgh Business School ein berufsbegleitendes Promotionsstudium zum Doctor of Business Administration (DBA) an.

### Studiendauer
Die Studenten erwerben ihren Bachelorabschluss nach drei Jahren in den dualen Studiengängen bzw. nach vier Jahren in den berufsbegleitenden Studiengängen.
Bei den berufsbegleitenden Masterstudiengängen erlangt der Bewerber seinen Abschluss nach 18 Monaten im MBA-Studiengang bzw. 32 Monaten in den Masterstudiengängen.

### Gebühren
Beim Bachelor-Studium an der FHDW fallen monatliche Studiengebühren in Höhe von 640 bis 850 Euro an. Hinzu kommt eine Prüfungsgebühr in Höhe von 1.500 bzw. 2.400 Euro.
Beim Master-Studium an der FHDW betragen die monatlichen Studiengebühren 595 Euro. Hinzu kommt eine Prüfungsgebühr von 2.400 Euro.